# Ozzie Nelson
Ozzie Nelson (ur. 20 marca 1906, zm. 3 czerwca 1975) – amerykański lider zespołu, aktor, reżyser, scenarzysta i producent filmowy.

## Filmografia
seriale
- 1951: The Red Skelton Show jako Darling Lovebird
- 1955: The Bob Cummings Show
- 1969: Night Gallery jako Henry Millikan

film
- 1952: Here Come the Nelsons jako Ozzie
- 1968: Nieznośne lata jako Herbert Fleischer

scenarzysta
- 1952: The Adventures of Ozzie & Harriet

producent
- 1952: The Adventures of Ozzie & Harriet

reżyser
- 1952: The Adventures of Ozzie & Harriet
- 1971: The D.A.
- 1972: Bridget Loves Bernie

## Wyróżnienia
Posiada swoją gwiazdę na Hollywoodzkiej Alei Gwiazd.